# Franz Josef Strauß-Preis

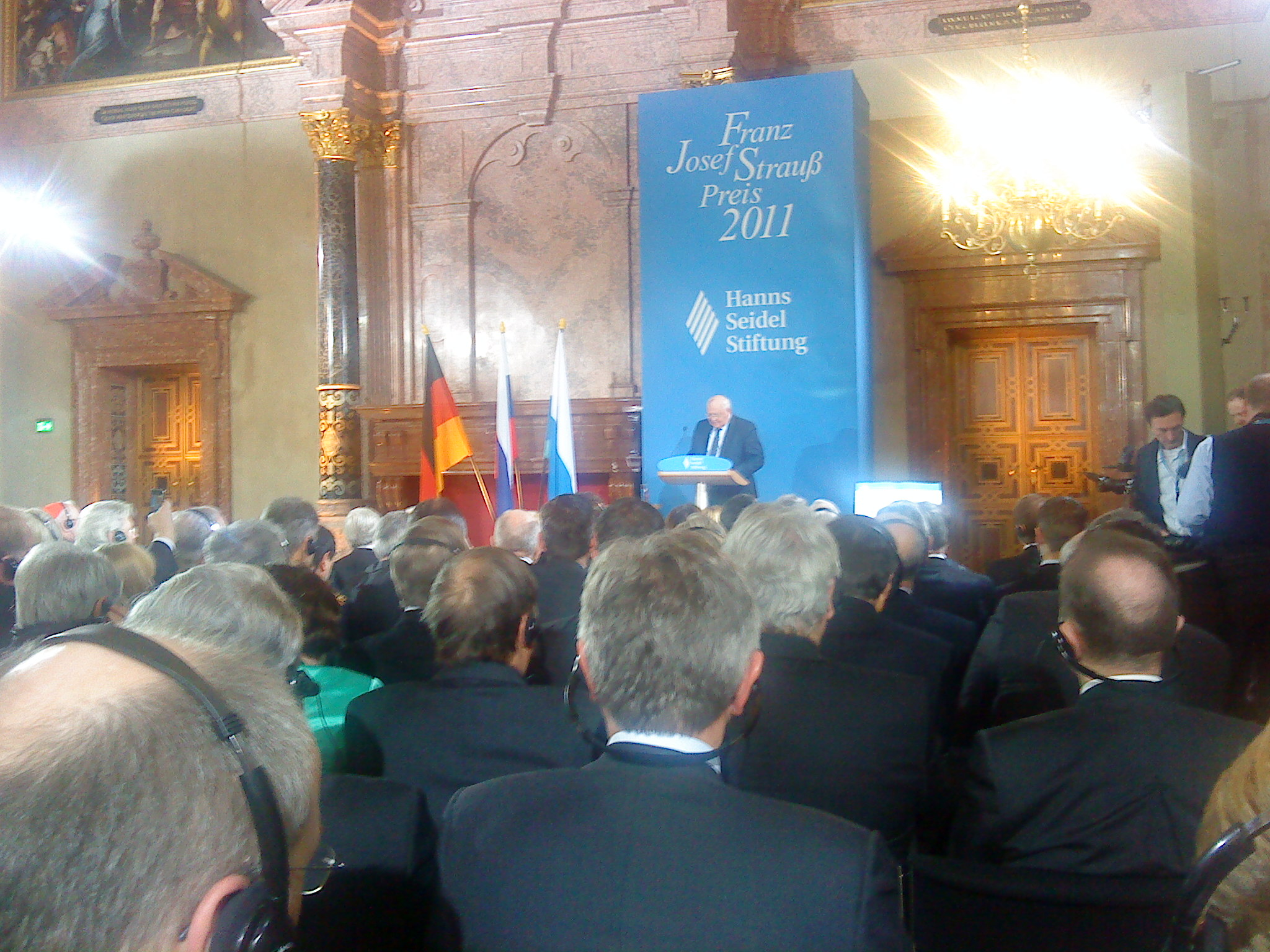
Verleihung des Franz Josef Strauß-Preises an Michail Gorbatschow im Kaisersaal der Residenz in München

Der Franz Josef Strauß-Preis ist eine Auszeichnung für hervorragende Leistungen in Politik, Wirtschaft, Kunst und Kultur. Er wird seit 1996 in Erinnerung an das politische Lebenswerk des bayerischen Ministerpräsidenten Franz Josef Strauß von der Hanns-Seidel-Stiftung verliehen.
Insbesondere wird der Preis verliehen an Persönlichkeiten, die sich „in herausragender Weise für Frieden, Freiheit und Recht, für Demokratie und internationale Verständigung eingesetzt oder die sich besondere Verdienste in den Bereichen Wirtschaft, Wissenschaft und Technologie sowie Literatur und Kunst erworben haben.“
Der Preis ist mit 10.000 Euro dotiert.
Seit 2018 wurde der Preis nicht mehr verliehen.

## Bisherige Preisträger
- 1996: Henry A. Kissinger, ehemaliger US-amerikanischer Außenminister, Träger des Friedensnobelpreises 1973
- 1998: José María Aznar, spanischer Ministerpräsident
- 1999: George H. W. Bush, ehemaliger US-amerikanischer Präsident
- 2001: Viktor Orbán, ungarischer Ministerpräsident
- 2003: Roman Herzog, ehemaliger deutscher Bundespräsident
- 2005: Helmut Kohl, ehemaliger deutscher Bundeskanzler
- 2008: Jean-Claude Juncker, luxemburgischer Premierminister
- 2011: Michail Gorbatschow, ehemaliger Präsident der Sowjetunion
- 2012: Die angekündigte Verleihung an den israelischen Staatspräsidenten Schimon Peres schlug dieser aus[1]
- 2015: Reiner Kunze[2], Schriftsteller und DDR-Dissident
- 2018: Klaus Werner Iohannis, rumänischer Präsident